# Czechów Górny
Czechów Górny – dawniej wieś, od 1959 peryferyjna część miasta Lublina, leżąca w jego północnej części. Rozpościera się w rejonie ulicy Koncertowej. Wraz z Czechowem Dolnym, włączonym do Lublina w 1916 roku, wchodzi w skład dzielnicy Czechów.

## Historia
Dawniej samodzielna miejscowość. Od 1867 w gminie Konopnica w powiecie lubelskim. W okresie międzywojennym miejscowość należała do ówczesnego województwa lubelskiego. 1 września 1933 utworzono gromadę Czechów w granicach gminy Konopnica. Podczas II wojny światowej Czechów włączono do Generalnego Gubernatorstwa (dystrykt lubelski), cały czas w gminie Konopnica. W 1943 roku liczba mieszkańców wynosiła 2449.
Po II wojnie światowej wojnie Czechów należał do powiatu lubelskiego w województwie lubelskim jako jedna z 26 gromad gminy Konopnica. W związku z reorganizacją administracji wiejskiej jesienią 1954, miejscowość weszła w skład nowo utworzonej gromady Czechów. 1 stycznia 1959 gromadę Czechów zniesiono, a jej obszar – w tym Czechów – włączono do Lublina.